# 볏카푸친
볏카푸친 또는 굵은털카푸친원숭이(Sapajus robustus)은 남아메리카에 사는 신세계원숭이의 일종이다. 브라질의 고유종이다. 이전에는 검은카푸친원숭이의 아종으로 여겨졌지만, 현재는 일부에서는 별개의 종으로 간주하고 있다.

## 분류학 및 계통발생학
볏카푸친이 발견되었을 당시, 공식적으로는 Cebus apella robustus라는 학명으로 분류되었고, 검은머리카푸친의 아종으로 간주되었다. 2001년, 그로브스는 볏카푸친이 검은카푸친의 아종이며 Cebus nigritus robustus로 옮겨야 한다고 제안했다. 2012년에는 가냘픈꼬리감는원숭이속(Cebus)을 분리하고 모든 건장한 카푸친을 건장한꼬리감는원숭이속(Sapajus)으로 분류해야 한다는 제안이 있었다. 또한, 볏카푸친은 검은카푸친과 별개의 종이므로 볏카푸친의 새로운 분류는 Sapajus robustus로 지정되어야 한다는 주장도 제기되었다. 미토콘드리아 DNA를 이용하여 볏카푸친이 500만 년 전에 검은카푸친에서 갈라져 나온 것으로 추정되기도 했는데, 이는 볏카푸친이 검은카푸친과 별개의 종이라는 추가적인 증거를 제공한다. 그러나 Cebus nigritus robustus는 여전히 볏카푸친을 지칭하는 데 사용될 수 있다.

## 특징
볏카푸친은 다른 카푸친 종과 달리 정수리에 밝은 붉은색에 검은 점이 있는 원뿔 모양의 볏을 가지고 있다. 이 볏은 머리 옆면으로 이어져 검은 수염을 형성하기도 한다. 나머지 털은 갈색빛이 도는 붉은색 또는 황갈색일 수 있다. 볏카푸친의 아래팔과 다리 아랫부분, 꼬리는 모두 검은색이지만 암컷의 경우 검은색과 밝은 노란색 털이 섞여 있을 수 있다. 암컷은 수컷과는 달리 정수리에 두 개의 측면 깃털을 가지고 있을 수도 있다.
볏카푸친은 머리부터 몸통까지 몸길이가 33~57cm이고 꼬리 길이는 40~47cm이다. 수컷은 일반적으로 암컷보다 크다. 몸무게는 2.0~3.8kg이다.

## 분포 및 서식지
볏카푸친은 브라질 대서양 연안의 이스피리투산투주와 미나스제라이스주, 바이아주에 있는 도세강과 제키티노냐강 사이에 서식했다. 그러나 서식지 감소로 인해 현재 서식지는 바이아, 미나스제라이스 동부, 히우제키티노냐 남쪽, 히우도세 북쪽으로 제한되었다. 일반적으로 열대 저지대와 아산지 숲의 중층에서 하층까지 서식하지만, 서식지 서쪽의 반낙엽수 건조림에도 서식하는 경우가 있다.

## 생태

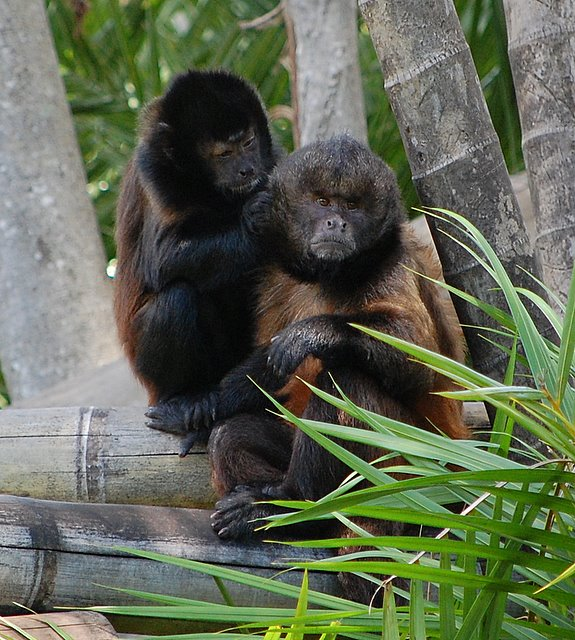
털손질

볏카푸친은 과일와 씨앗, 절지동물뿐 아니라 개구리나 작은 포유류까지 다양한 먹이를 섭취한다. 볏카푸친은 원하는 먹이에 도달하기 위해 먹이를 다루는 데 매우 능숙하다. 볏카푸친원숭이가 도구를 사용하는 것으로 기록된 적은 없지만, 도구를 사용했을 가능성이 매우 높다. 검은카푸친원숭이와 같이 더 많이 연구된 다른 건장한꼬리감는원숭이속의 볏카푸친원숭이 종들은 단단한 껍질을 가진 과일이나 굴과 같은 먹이를 돌로 여는 것으로 기록되어 있다. 두 종과 서식지의 유사성을 고려할 때, 볏카푸친원숭이 또한 이러한 방식으로 도구를 사용했을 가능성이 있다. 볏카푸친원숭이에 대한 구체적인 관찰은 없지만, 다른 근연종 카푸친원숭이와 마찬가지로, 암수 모두에 걸쳐 선형적인 서열 구조를 이루며 최상위 수컷이 최상위 암컷을 지배하는 방식으로 서식하는 것으로 추정된다. 지배적인 수컷보다 순위가 낮은 수컷도 카푸친 그룹의 일부일 수 있지만 종종 그룹의 주변에 머물러 있다.

## 보존
볏카푸친은 1995년 IUCN에 의해 처음 취약종으로 분류되었으며, 2008년에 멸종위기종으로 지정되었다. 볏카푸친원숭이의 서식지는 여러 보호 구역에 걸쳐 있지만, 사냥과 농업으로의 전환으로 인한 서식지 파괴로 위협받고 있는 비교적 작은 지역에만 서식하고 있다.